# Барасы, Юсуф
Юсуф Барасы (тур. Yusuf Barası; род. 31 марта 2003, Алкмар, Нидерланды) — турецкий и нидерландский футболист, нападающий клуба «Адана Демирспор» и сборной Турции до 21 года.

## Клубная карьера
В июле 2020 года стал игроком «Йонг АЗ» в Эрстедивизи. Дебютировал за вторую команду в матче с ТОП Осс.
29 октября 2020 года дебютировал в Лиге Европы УЕФА в матче группового этапа с «Риекой», заменив Альберта Гюдмюндссона. В Эредивизи сыграл 2 декабря 2021 гола в матче с «Фортуной».
26 августа 2023 года перешёл в турецкий клуб «Адана Демирспор».

## Карьера в сборной
Играл за национальные команды Нидерландов. В 2020 году стал игроком сборной Турции до 21 года.